# Lotusflow3r
Lotusflow3r (stilizzato come LOtUSFLOW3R), rappresenta il trentesimo, trentunesimo e trentaduesimo album da studio del cantante e musicista statunitense Prince, pubblicato la prima volta in download digitale il 24 marzo 2009. È un "box set", e comprende gli altri due album, MPLSoUND e Elixer, album della sua protetta Bria Valente.
L'album debuttò alla posizione numero 2 alla Billboard 200, vendendo circa 168.000 copie nella prima settimana.

## Uscita e promozione
Nel dicembre 2008, quattro canzoni furono trasmesse in anteprima sulla stazione radio di Los Angeles Indie 103: una reinterpretazione di Crimson and Clover dei Tommy James and the Shondells, 4Ever, Colonized Mind e Wall of Berlin. Un mese dopo in un articolo del Los Angeles Times, furono menzionati altri nuovi titoli, Hey Valentina (scritta per la figlia di Salma Hayek), Better With Time, Love Like Jazz, $ e 77 Beverly Place.
Per la promozione dell'album, Prince lanciò un nuovo sito nel mese di dicembre dello stesso anno, mplsound.com, contenente una versione strumentale di (There'll Never B) Another Like Me, poi sostituita dalla versione contenuta nell'album.
Un mese dopo, il sito fu chiuso e sostituito da un nuovo sito interattivo, lotusflow3r.com, dove è possibile "ascoltare, guardare e comprare" (listen, watch and buy) la sua musica e i suoi video con altre star. Dal sito era possibile ascoltare tre canzoni Crimson and Clover, Here Eye Come e (There'll Never B) Another Like Me.
Qualche settimana dopo, il sito fu nuovamente aggiornato con altri contenuti interattivi. Le canzoni furono sostituite da altre 3 (questa volta sono sample da 60 secondi), e sono, Chocolate Box, Colonized Mind e All This Love.
Il 31 gennaio il sito fu nuovamente modificato con l'aggiunta di tre tracce complete, Colonized Mind, DISCOJELLYFISH (traccia strumentale estratta da Chocolate Box, ma non presente nell'album) e Another Boy, cantata da Bria Valente.
L'album contiene delle tracce già conosciute ad alcuni fans. Feel Good, Feel Better, Feel Wonderful fu pubblicata sul sito ufficiale di Prince (NPG Music Club) nel 2006 come demo di 1 minuto, U're Gonna C Me è un remake di un brano di Prince, tratto dall'album One Nite Alone... del 2002 e Kept Woman è una traccia di un vecchio progetto di Prince del 2006, chiamato Milk and Honey, che prevedeva la collaborazione di Tàmar. Inizialmente questa canzone doveva apparire nella tracklist dell'album 3121, ma alla fine la stessa Tàmar pubblicò la canzone sul proprio sito ufficiale. Here I Come fu pubblicata da Prince nel 2007 sul sito 3121.com. Un estratto della canzone Home fu pubblicata sul sito drfunkenberry.com nel 2008 e la traccia Another Boy debuttò sulle radio e su iTunes nel 2008.
L'11 marzo 2009, sul sito Bilboard.com fu annunciato che Prince si sarebbe esibito al The Tonight Show with Jay Leno per tre notti di fila, le date erano 25, 26 e 27 marzo. Eseguì Ol' Skool Company, Dreamer e Feel Better, Feel Good, Feel Wonderful. Prince si esibì anche sulle note di Crimson and Clover al The Ellen DeGeneres Show e assieme alla sua protetta, Bria Valente, rilasciò un'intervista in due parti al Tavis Smiley Show.
Il 23 marzo, su internet trapelò una demo di Chocolate Box (senza Q-Tip).
Il 24 marzo, alle 7.07 pm, lotusflow3r.com viene ufficialmente aperto. I membri che avevano già acquistato l'abbonamento per $77 (circa €57), potevano visualizzare i video promo dei brani Chocolate Box, Crimson and Clover e Everytime, scaricare tutti e tre gli album e veniva spedita loro una T-Shirt di membro fondatore, ed inoltre, potevano acquistare i biglietti per i futuri concerti di Prince, che avrebbe tenuto a Los Angeles.
Dal 29 marzo è possibile acquistare gli album nei negozi Target, al prezzo di $11,98 (alcune copie è possibile acquistarle anche in Europa tramite importazione) e la versione CD prevede come terza traccia Crimson and Clover.
Il 31 agosto, Dance 4 Me fu pubblicato come singolo digitale raggiungendo la posizione numero 38, nella classifica francese dei singoli digitali.
La Warner Music pubblicò l'album in Francia il 7 settembre.

## Tracce

### Lotusflow3r
Lotusflow3r:
1. From the Lotus... - 2:46
2. Boom - 3:19
3. Crimson and Clover - 3:52 / The Morning After - 2:06 (*)
4. 4Ever - 3:47
5. Colonized Mind - 4:47
6. Feel Good, Feel Better, Feel Wonderful - 3:52
7. Love Like Jazz - 3:49
8. 77 Beverly Park - 3:04
9. Wall of Berlin - 4:16
10. $ - 3:57
11. Dreamer - 5:30
12. ... Back to the Lotus - 5:34

Nota (*) : Crimson and Clover è disponibile solo su CD; la versione download digitale dal sito Lotusflow3r.com prevede come 3º traccia The Morning After.

### MPLSoUND
MPLSoUND:
1. (There'll Never B) Another Like Me - 6:01
2. Chocolate Box (feat. Q-Tip) - 6:14
3. Dance 4 Me - 4:58
4. U're Gonna C Me - 4:36
5. Here - 5:15
6. Valentina - 3:59
7. Better with Time - 4:54
8. Ol' Skool Company - 7:30
9. No More Candy 4 U - 4:14

### Elixer
Elixer (album studio di Bria Valente):
1. Here Eye Come - 4:28
2. All This Love - 4:39
3. Home - 4:26
4. Something U Already Know - 5:44
5. Everytime - 3:50
6. 2Nite - 5:02
7. Another Boy - 3:56
8. Kept Woman - 4:15
9. Immersion - 4:02
10. Elixer (con Prince) - 4:00